# Квартал вілл у Чернівцях
Кварта́л вілл — історичний квартал приватної забудови заможних мешканців австрійського і румунського періодів, який виник на початку ХХ сторіччя у Чернівцях. Розташований біля сучасного парку імені Тараса Шевченка й окреслений нинішніми вулицями Ю. Федьковича (колишня Ґартенґассе, нім. Gartengasse), О.Щербанюка (колишня Флюрґассе, нім. Flurgasse, згодом Ієремії Мовіла), Героїв Майдану (Кучурмареґассе, нім. Kuczurmaregasse) і Садовою (ерцгерцога Євгена, нім. Erzherzog Eugen-gasse). Назву отримав у 1930-х роках.

## Історія

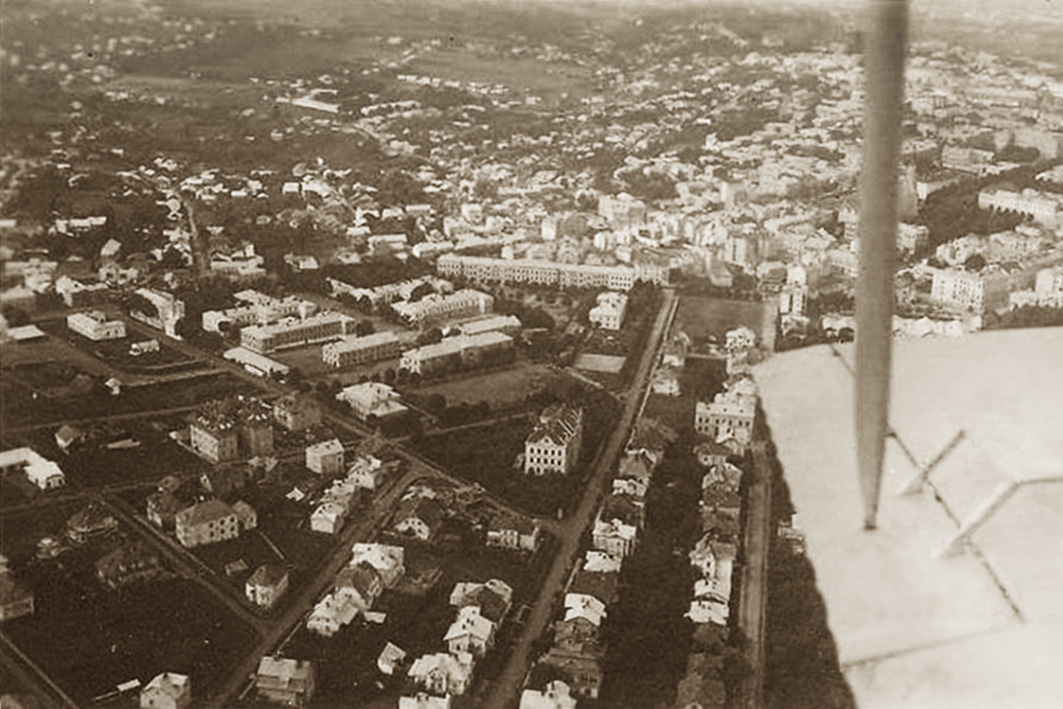
Квартал вілл. Ліворуч від крила — сучасні вулиці Ю.Федьковича, В. Аксенина. Витягнута будівля — казарма ерцгерцога Євгена (вул.Садовій, 6), перед нею під кутом — казарми ерцгерцога Райнера (вул. Героїв Майдану). Аерознімання 1935 року

1825 року місцевість на півдні Чернівців віддали для військових навчань і стрільб. Для цієї мети тут побудували стрілецький тир.
1904 року міська влада розділила територію на ділянки й розпродала під забудову.
Першими пролягли вулиці Ґартенґассе (Ю. Федьковича), ерцгерцога Карла (В. Аксенина), Бляйлібенґассе (Суворова) і Кампельмахерґассе (О. Гузар). Незабаром район між народним садом (парком імені Тараса Шевченка), Ботанічним садом, луками і казармами перетворився в затишний елітний квартал, забудований віллами, шале та котеджами в найрізноманітніших архітектурних стилях: віденської сецесії, функціоналізму, конструктивізму, модерну, а також у тірольському стилі. Однак у кварталі найбільше переважали будинки, архітектура яких поєднувала елементи різних стилів і напрямів.
У 1920-1930-х роках румунські архітектори намагалися впровадити власний стиль, характерний для доби Константіна Бринковяну, відомий як стиль необринковяну. У цей період у Чернівцях спостерігався будівельний бум. У центрі міста зводяться ансамблі із багатоповерхових будинків. Ближче до околиць будувались односімейні особняки. Архітектура Чернівців зазнала значного впливу тенденцій, що сформувались тоді в архітектурі Бухареста. Водночас творчість самих румунських архітекторів особливо в 1930-х роках розвивалась під сильним впливом архітектури Франції й частково Італії.
Олекса Повстенко, який разом із київськими архітекторами улітку 1940 року відвідав Буковину, згадував:
| «На високому правому березі Прута розкинулись Чернівці — мальовниче місто зеленої Північної Буковини. Місто відзначалось своєю живою, жвавою торгівлею, якою могло сперечатися з Бухарестом, своїми магазинами, люкс-ресторанами, кафе, шинками та будинками розпусти, аристократичними кварталами, розкішними віллами та готелями».[3] |
Після приєднання Буковини до Румунії старі мешканці вілл, переважно австрійці, виїхали за межі країни. З радянською окупацією особняки націоналізувала держава. У 1940 році в них заселився командний склад радянського гарнізону, розміщеного на сусідніх вулицях у казармах.

## Визначні пам'ятки

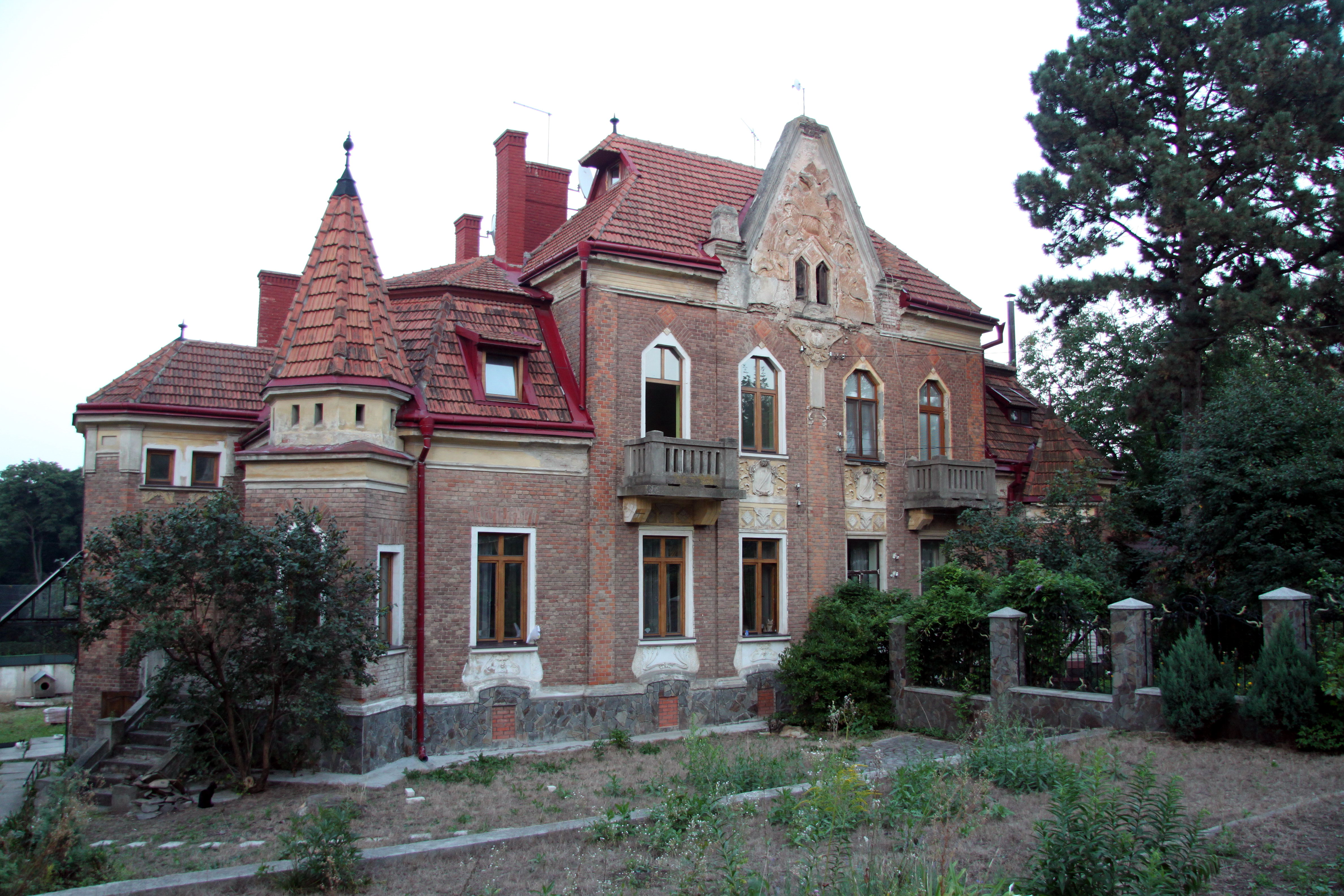
Вілла у стилі модерн, вул. Федьковича 27а

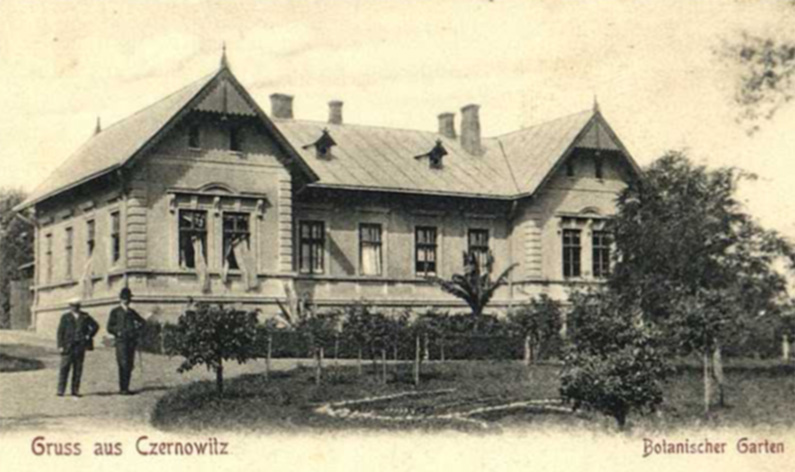
Головний корпус Ботанічного саду (тепер вул. Федьковича, 11)

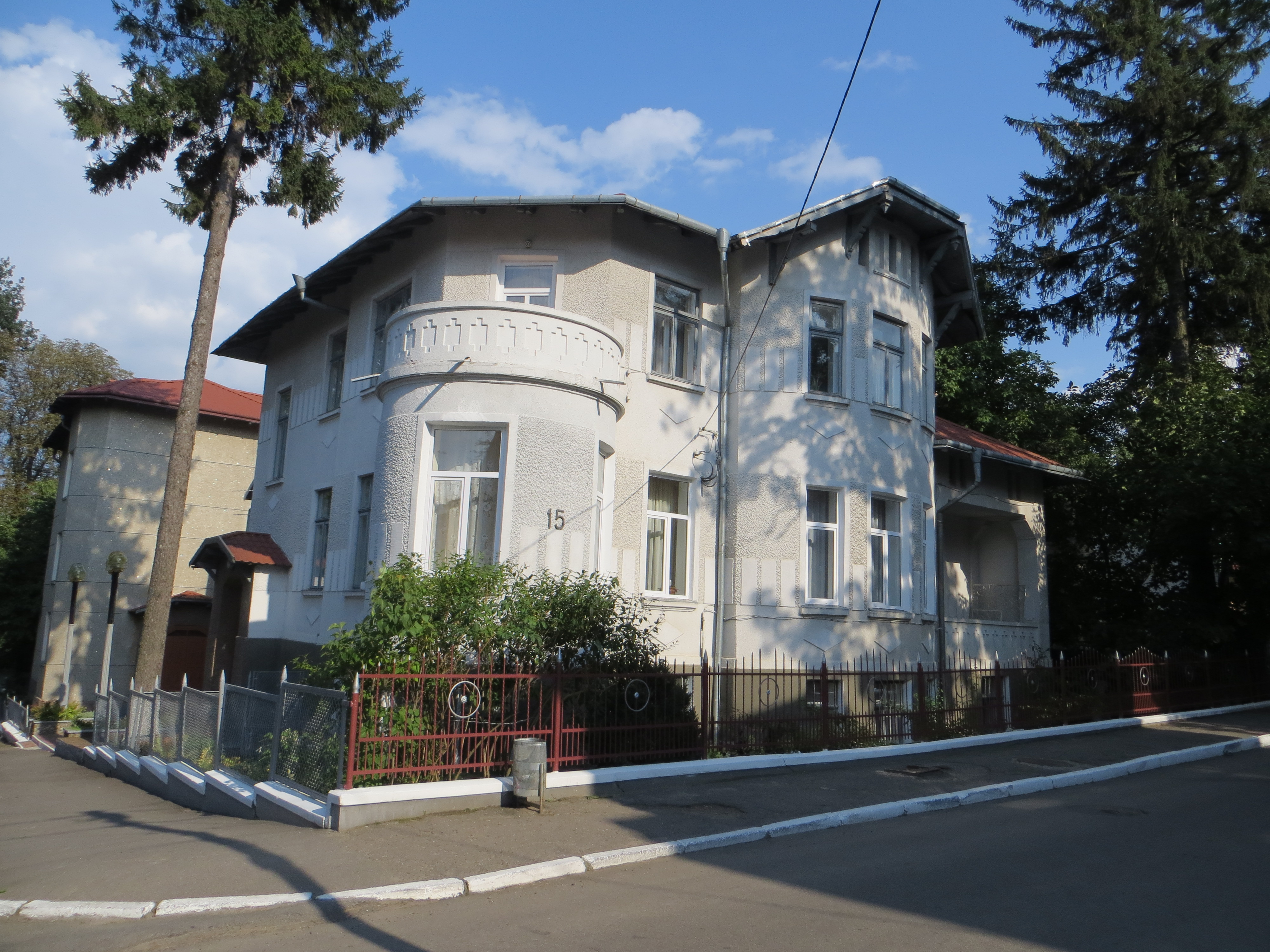
Вул. Федьковича, 15

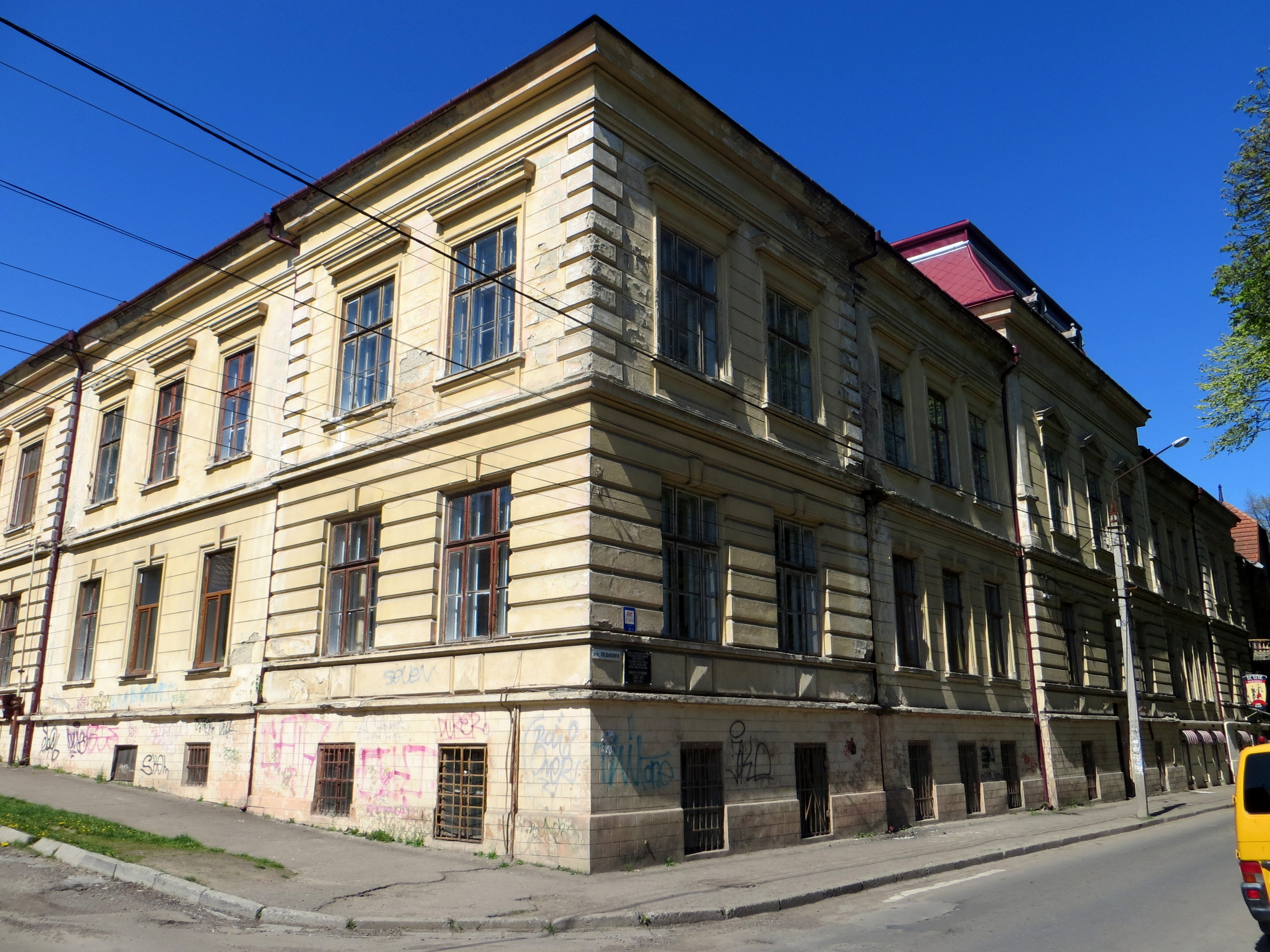
Колишня бурса імені Юрія Федьковича, вул. Федьковича, 16

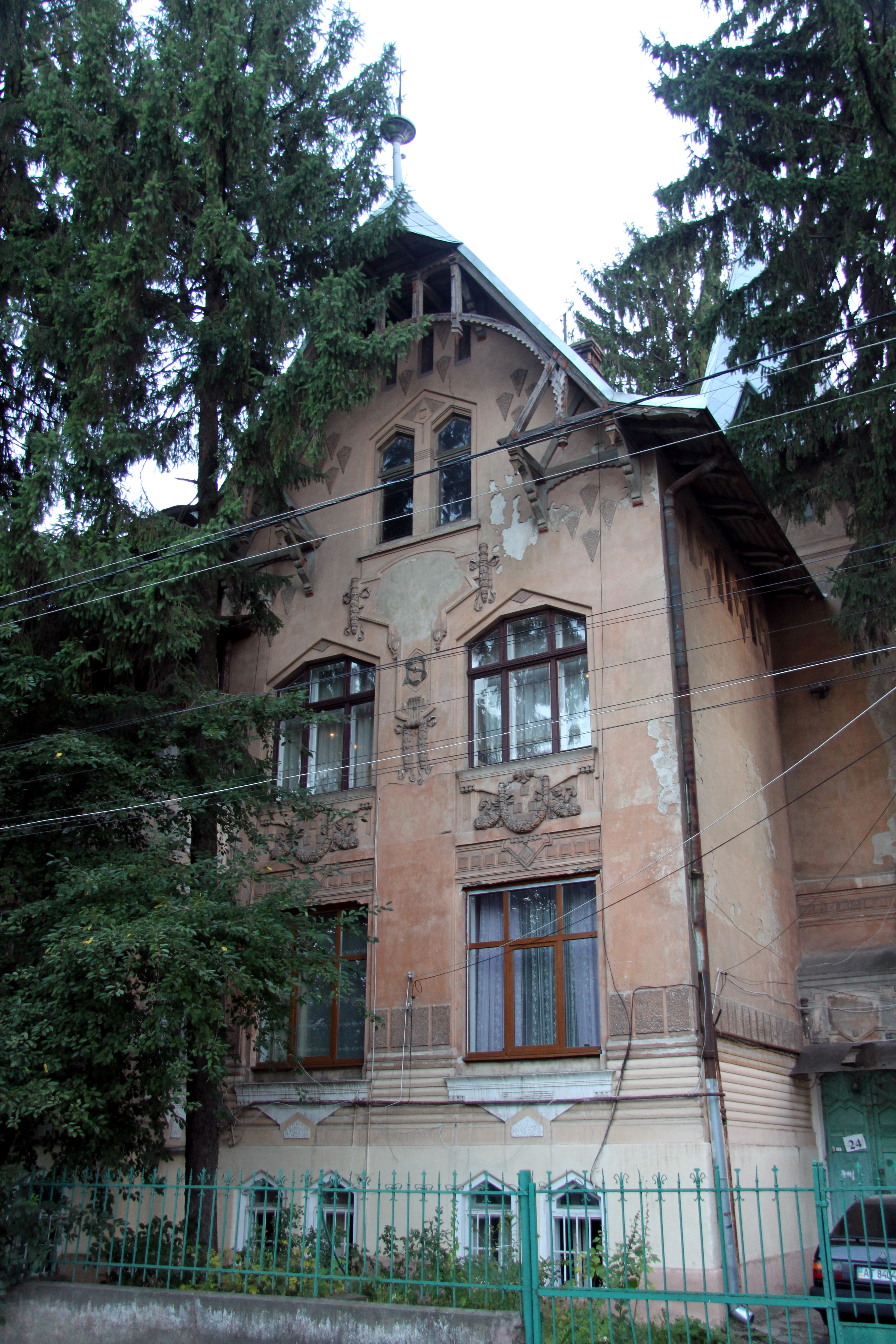
Вілла з вензелями у стилі сецесії, вул. Федьковича, 24

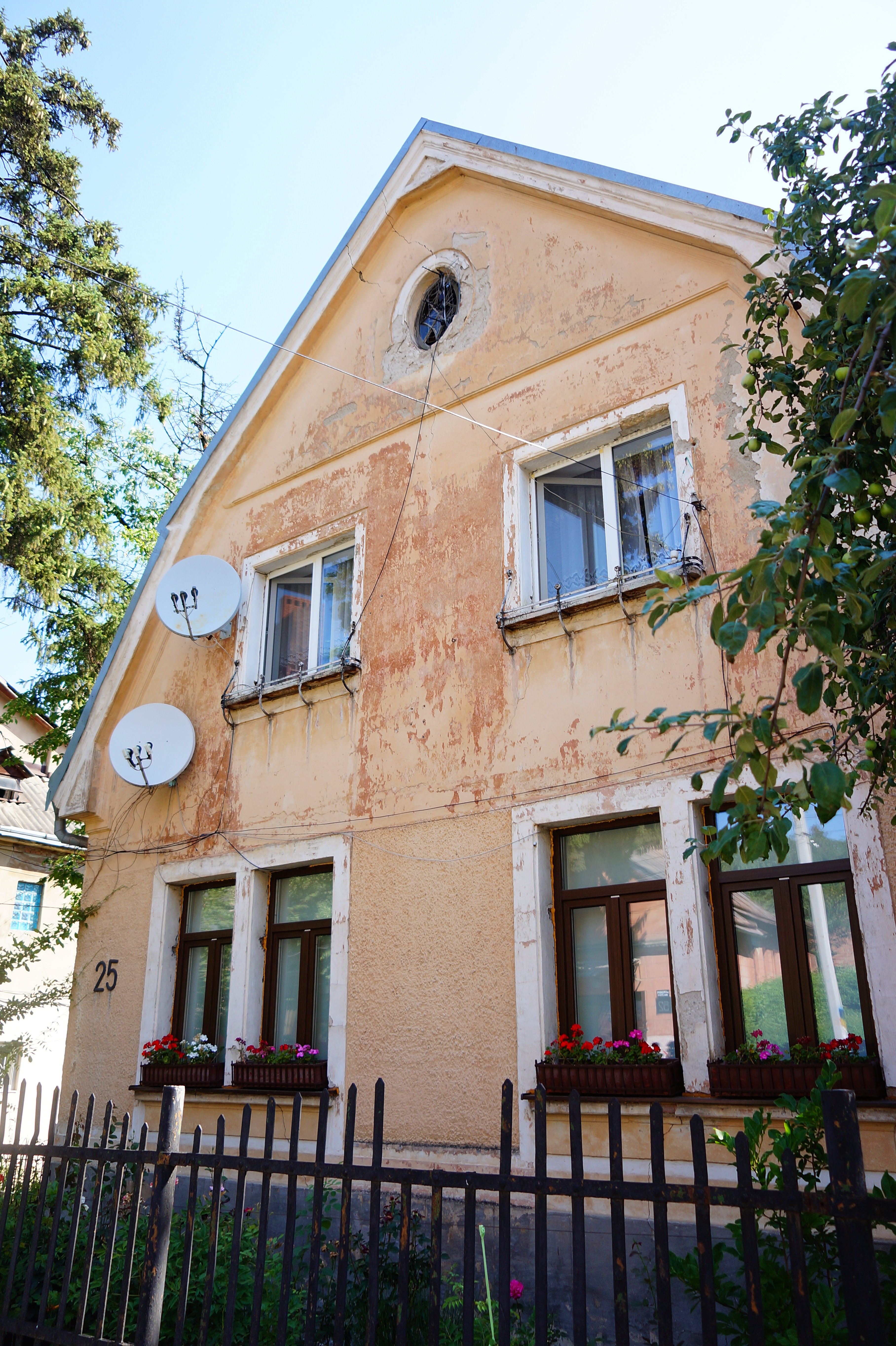
Будинок родини Павлюхів-Гузарів – буковинських громадсько–політичних діячів (вул. Федьковича, 25)

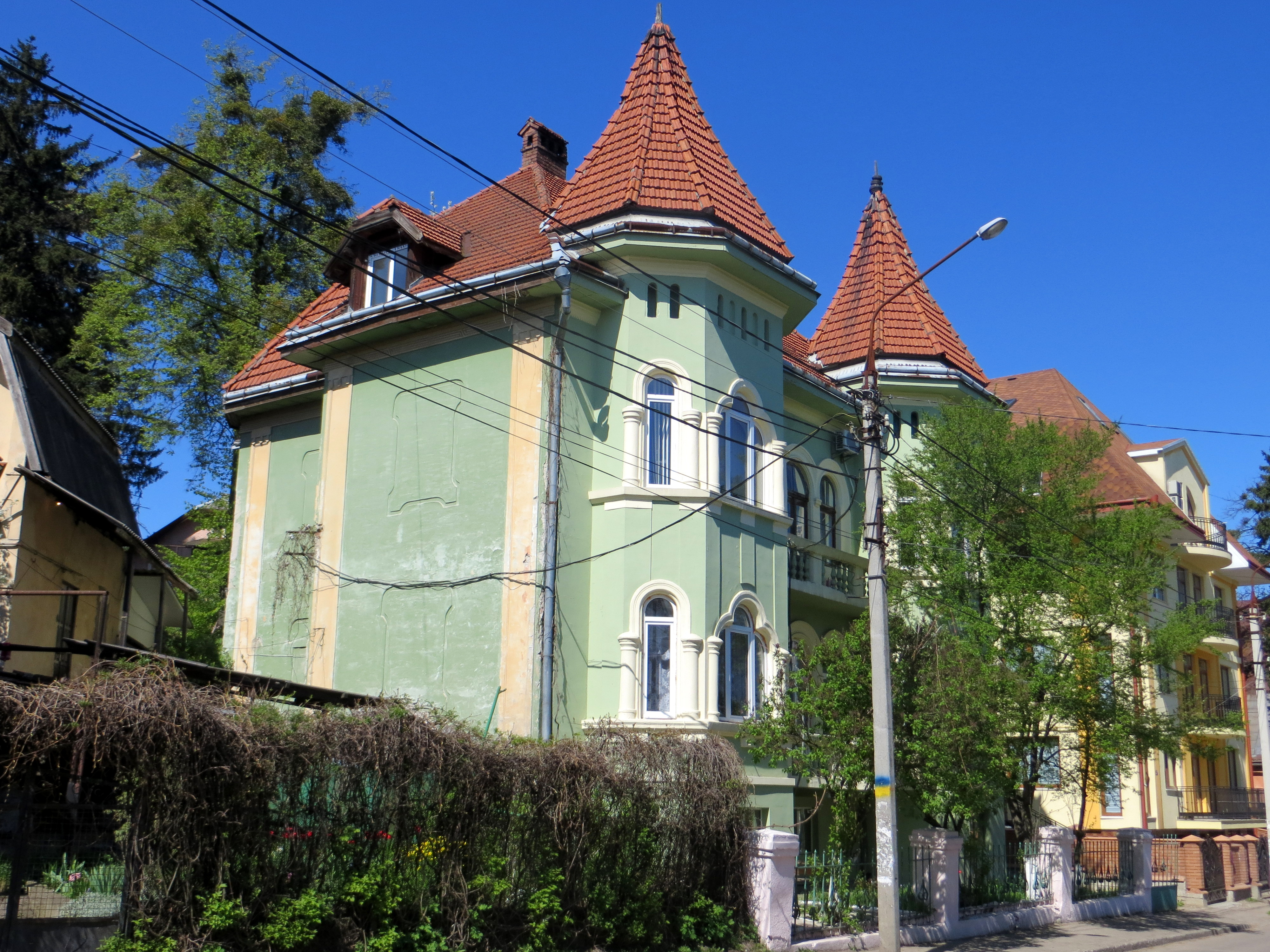
Вул. Федьковича, 54

### Вулиця Ю. Федьковича
- № 5 і 58 — однотипні вілли.
- № 8 — будинок з елементи румунського стилю для приватної забудови, зведений у 1920-1930-х роках.
- № 11 — Ботанічний сад Чернівецького національного університету, пам'ятка архітектури та садово-паркового мистецтва. Заснований ректором університету Костянтином Томащуком й Едуардом Танглом 1876 року.
- № 14 — будинок приблизно 1910 року. У 1913—1914 роках у ньому із сім'єю мешкав Ганс Ган, вчений-математик, автор трьох напрямків математичного аналізу, який мав вплив на розвиток вищої математики впродовж XX століття. Його жінкою була Елеонора (Лілія) Мінор, дочка відомого германіста, яка захистила наукову працю з геометрії. Їхня донька Нора стала актрисою.
- № 15 — житловий будинок 1920-1930-х років. Архітектурна пам'ятка місцевого значення.
- № 16 — політехнічний технікум, одна з небагатьох громадських споруд на вулиці. Архітектурна пам'ятка місцевого значення. Колишня бурса імені Юрія Федьковича. Будівництво організував у 1906 році визначний громадський і політичний діяч, учасник українського національного відродження на Буковині, перший голова Українського народного дому у Чернівцях Володимир Корнич-Ясеницький. Архітектурний проект підготовив будівельний комісар Вільгельм Кунц. Будівництвом безплатно керував інженер Юлій Бохнер.
- № 18 — будинок у стилі швейцарського шале і віденської сецесії. Стіни пофарбовані в оливковий колір сецесії і прикрашені елементами флористики.
- № 24 — вілла з вензелями у стилі сецесії, пам'ятка місцевого значення. Її власником був лікар Г'юґо Рубачек. Будинок збудований 1913 року.[4]
- № 25 — особняк, у якій мешкала родина Павлюхів, греко-католиків із Відня. Генерал Захарій Павлюх — художник, автор портрета Івана Франка, з яким мав товариські стосунки. Його донька Ольга Гузар, діячка жіночого руху на Буковині.
- № 27а — аристократична вілла у стилі модерн XIX століття з елементами неоготики, пам'ятка архітектури місцевого значення. Має вигляд замку-палацу. На стінах — облицювальна бордова цегла (вишнівка), черепичні ламані дахи, картуш із гербом, барельєф великого птаха. Власником був радник крайової рахункової палати Меєр Горовіц. За неперевіреними фактами, віллу проєктував львівський архітектор Іван Левицький.
- № 28 — будинок у стилі раціонального функціоналізму з елементами віденської сецесії. У ньому жила родина Лукашевичів. Антін і Георгій — визначні політичні діячі Буковини. Ванда Лукашевич, дружина Антона, була головою жіночої громади українців у Чернівцях.
- № 30 — вілла з елементами раціоналістичного функціоналізму. Тепер тут розмістилася екологічна інспекція.
- № 32 — вілла, зведена 1900 року для фінансового радника Гайнріха Шиллера. У будинку збереглася ліпнина, маскарони та елементи швейцарського стилю шале.
- № 38 — будинок, в якому мешкав Штефан Вольф. Він працював у Відні у «Терезіанумі» — найелітнішому аристократичному навчальному закладі. У першій половині XIX сторіччя приїхав до Чернівців на прохання цісаря Франца Йосипа I, щоб очолити цісарсько-королівську гімназію (нині школа № 1) і підняти її на вищий рівень. Згодом цей заклад очолив його син Карль Вольф, який також мешкав у будинку № 38.[1]
- № 54 — житловий будинок 1920-1930-х років. Архітектурна пам'ятка місцевого значення.

### Вулиця В. Аксенина

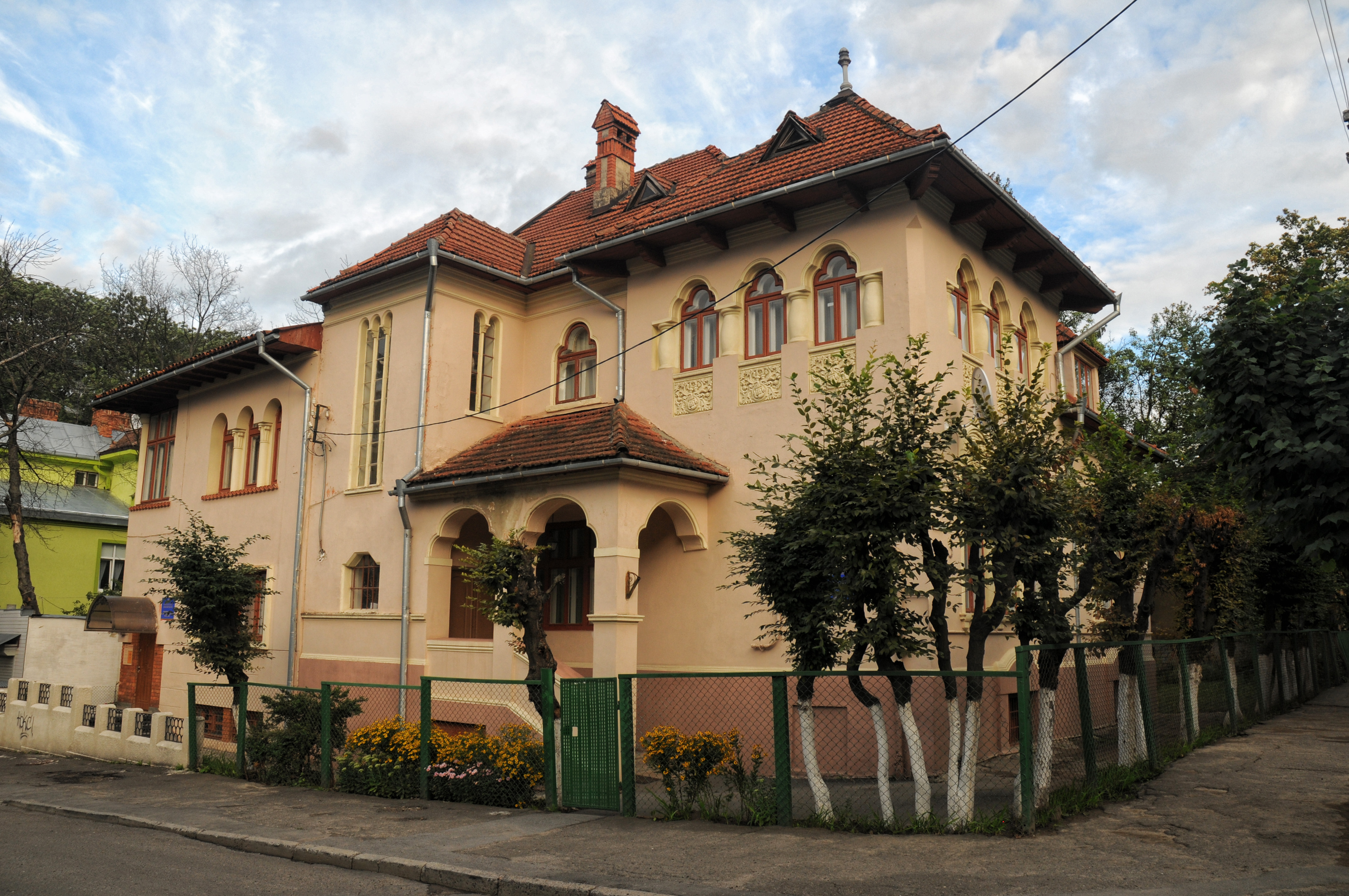
Вілла на вул. Аксенина, 3

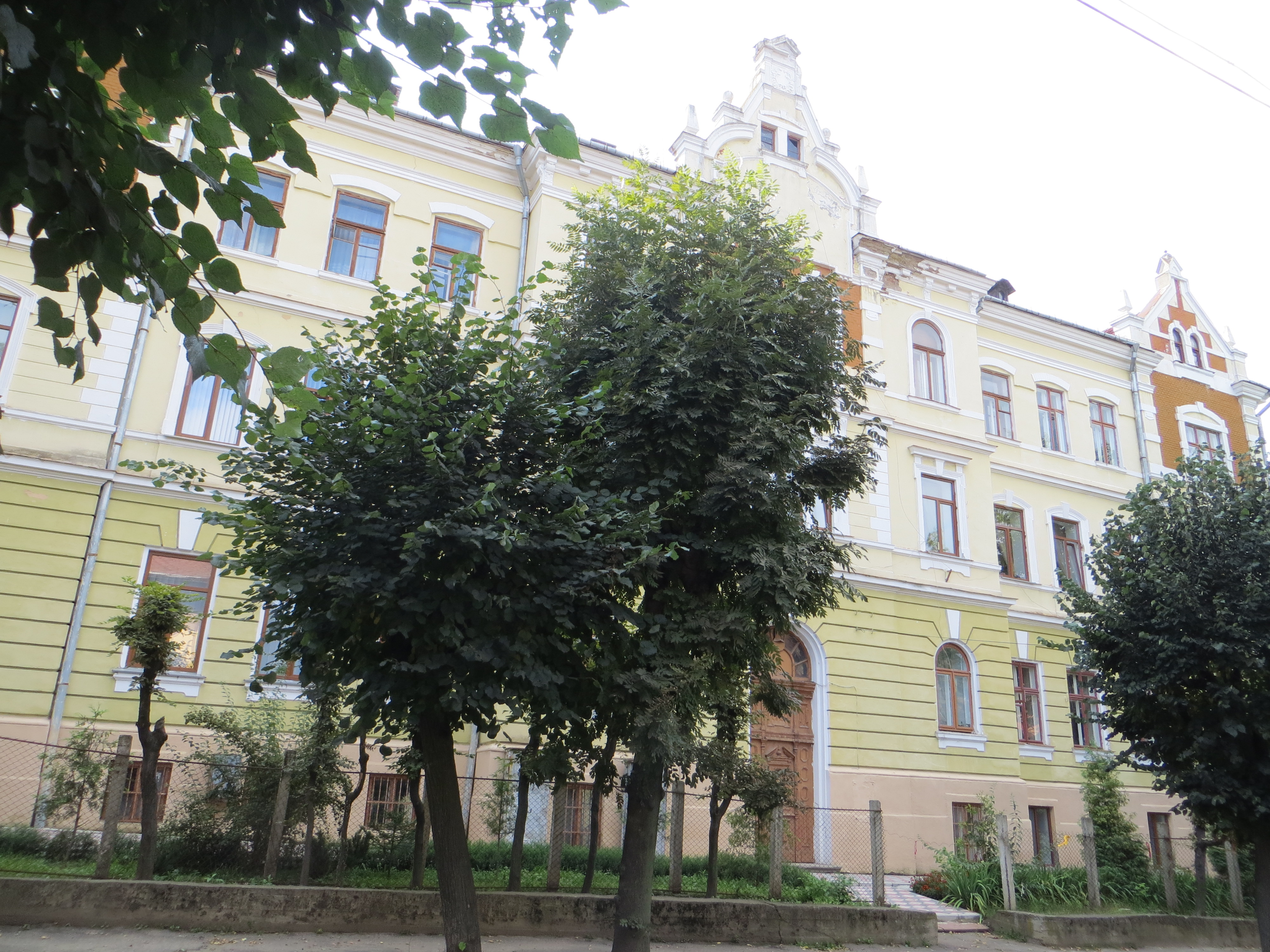
Вул. Аксенина, 6

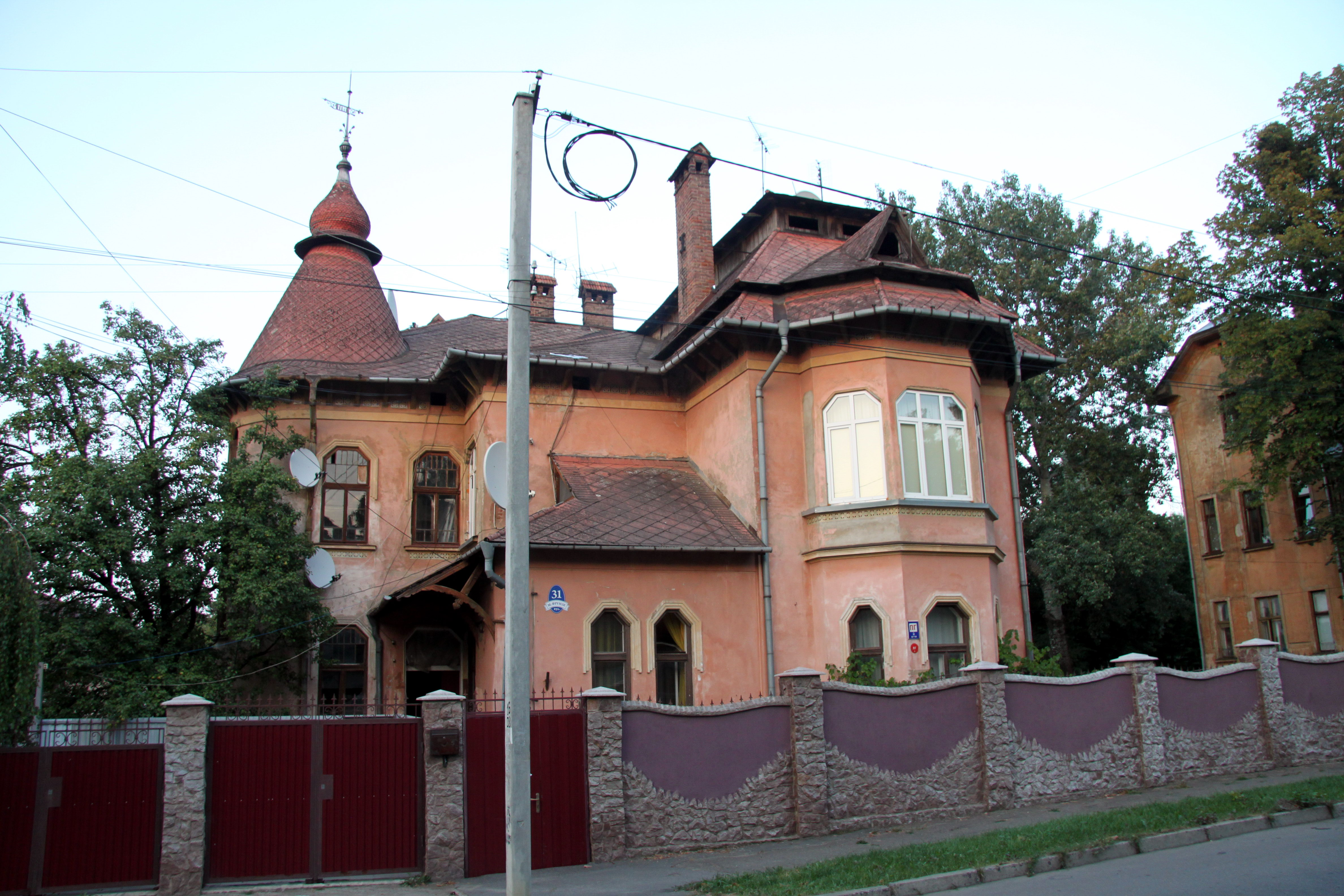
Вілла 1911 р., вул. Аксенина, 31

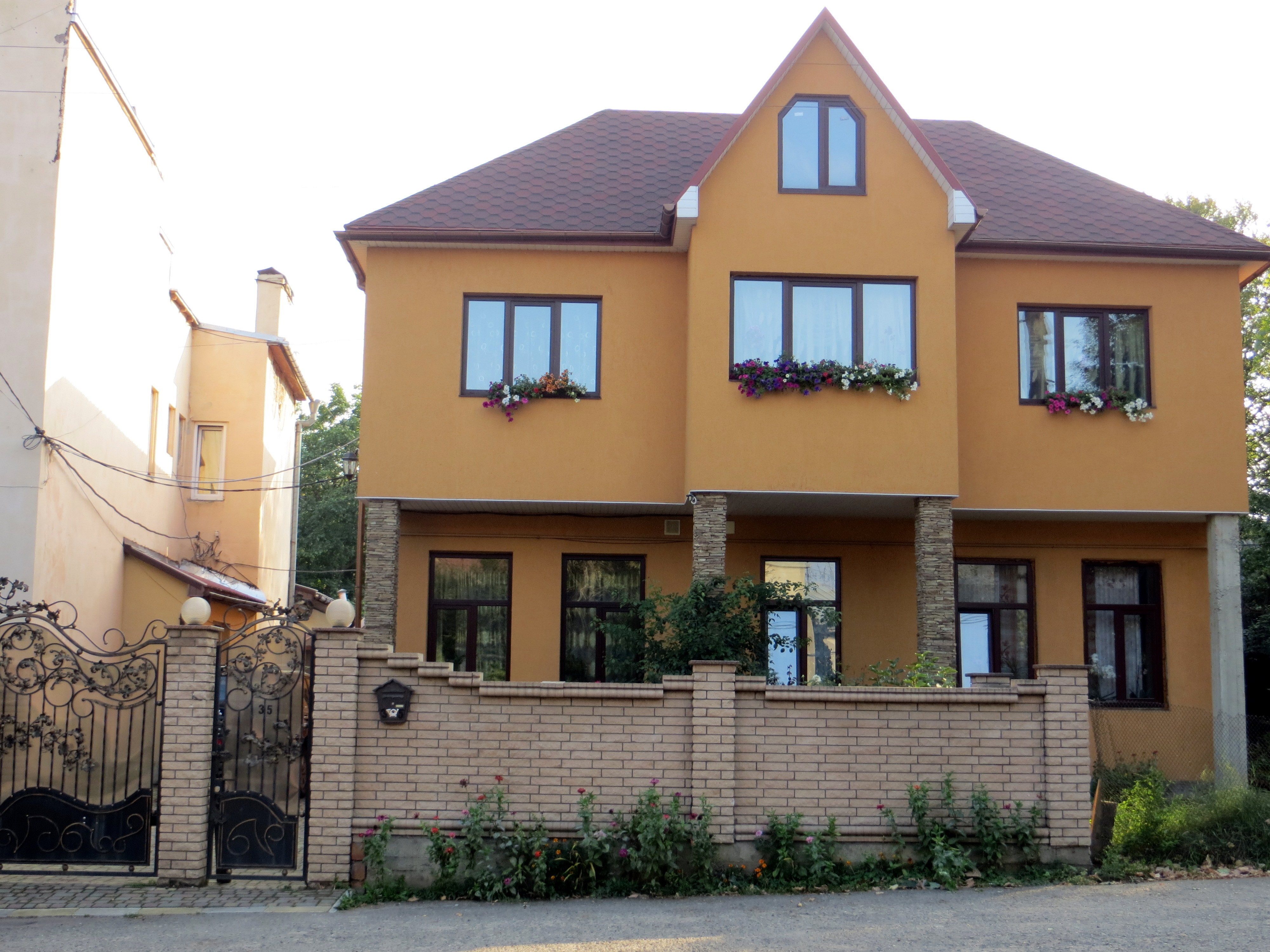
Вул. Щербанюка, 35

- № 3 — вілла у стилі модерну (необринковяну), архітектурна пам'ятка місцевого значення. Будівля зведена близько 1930 року. Один із перших музичних салонів Чернівців. У ньому мешкала Катерина Мандичевська[5], сестра відомих тоді братів композиторів Мандичевських. Катерина закінчила теологічний факультет Чернівецького університету, працювала вчителькою у жіночому православному ліцеї, викладала музику, керувала хором, перекладала з румунської на українську, з української на німецьку, з німецької на румунську. У будинку був домашній квартет Мандичевських. У гості до сестри із Відня приїжджав композитор, викладач, музикознавець Євсебій Мандичевський, якого в Австрії називали «живою музичною енциклопедією».
- № 6 — будинок, зведений 1907 року. Архітектурна пам'ятка місцевого значення. Школа для дітей із вадами слуху і зору. Будівництво школи присвятили до 60-річчя правління цісаря Франца Йосипа І.
- № 8 — будинок із невеликою вежею.
- № 10 — будинок у стилі класичного конструктивізму 1940-х років. Має круглі віконечка, відкриті тераси.
- № 11 — румунська класична споруда
- № 15 — будинок із дерев'яним ґанком, зведений в австрійський період у швейцарському стилі з дерев'яними елементами. У ньому винаймали помешкання викладач університету, комерсанти і чиновники.
- № 21 — будинок, зведений 1909 року. Від первинного вигляду залишилася тільки табличка з датою зведення будівлі.
- № 31 — вілла, зведена 1911 року у стилі віденської сецесії, модерну з елементами українського модерну. Архітектурна пам'ятка місцевого значення. Збудував будинок 28-річний фінансист, директор банку «Ощадна каса Буковини» і поет Остап Луцький. Він був одружений з Орисею Смаль-Стоцькою — дочкою професора Степана Смаль-Стоцького. 1912 року в будинку поселився доктор права Франц Екснер, який приїхав із Відня викладати право у Чернівецькому університеті. Згодом він брав участь у роботі Нюрнберзького процесу як захисник генерала Альфреда Йодля, шефа генерального штабу та командування Вермахту. З-поміж інших мешканців були генерал Йон Крайовеану, залізничний директор Ромуальд Земянковський.
- № 35 — будинок, зведений 1935 року. На фасаді зберігся напис румунською «Cernăuți»
- № 38 — будинок простої архітектури. У ньому мешкав письменник, сценарист, журналіст, актор і людина світу Грегор фон Реццорі.[6]

### Вулиця О. Щербанюка
- № 35 — архітектурна пам'ятка місцевого значення.
- № 57 — Вілла Йозефіни на розі Щербанюка і Достоєвського (колишня адреса: вул. Флюрґассе, 46), архітектор Юлій Госбейн (1867—1941).[7]

### Вулиця Петрищука
- № 6 — будинок з черепичним дахом, побудований 1920 року, аби поселити там офіцерів. До 1870 року на цьому місці розміщувалася міська шибениця.[4]